# 水權
水權（Water right），在法律中代表用戶自水源取用水的權利。水源包括河流、湖泊或地下水。在人口不多或水源充足的地方，水權的問題與制度通常並不複雜。但在其他區域，尤其是沙漠區域，有限水資源於農、工、民生等使用者之間的分配, 則有可能發展複雜的水權制度。

## 水資源調度決策模式
在缺水狀況下，水資源調度決策可採幾個模式進行，包括政府水資源管理決策和命令（transfer by fiat）、水資源市場交易、水權準市場交易這三大類。水資源轉移涉及多方利益，最主要之考量包括用水效益以及供水成本在分配上的公平性。

## 政府水利設施投資與水資源調度決策
因農業用水調度涉及廣泛之公共利益，多數專家學者認為應由政府決定或積極從中協調。即使在保障私人水權之國家，政府仍保留有乾旱緊急調度水資源之權力，以保障基本民生用水權益和其它重要政策目標的達成。然而，當一個國家欠缺法律制度來保障水權人之用水權益，或欠缺利益關係人參與水資源協商的機制，政府決策容易受特殊利益劫持，使其失去從整體社會利益考量的出發點。
以印度曼杰拉河流域為例，下游農民擁有歷史灌溉水權，但政府為了滿足海德拉巴等都市之用水需求，在上游陸續建設多座水庫，包括於1993年所建設的新格烏爾水庫。新格烏爾水庫供水以海德拉巴1.97億噸民生供水為第一優先，下游尼扎姆薩加爾2.36億噸的灌溉供水為次優先，最後才是更下游的乾普爾市（Ghanpur）地區1.15億噸的供水目標。但水庫完工後的供水承諾，在1992年至2004年期間，卻因每年降雨量變異、輸水系統維修等問題，從未能達成。下游尼扎姆薩加爾水庫甚至有3年完全無法供水灌溉，導致灌溉種植面積減少4萬3千公頃，農民因缺水開始抽取地下水，造成地下水位下降與地層下陷。
如上所述，印度等開發中國家政府較傾向於行使公權力調用農業用水。但即使在缺乏完善水權制度之獨裁國家，政府若未經協商即核減農民之灌溉水權，也有可能引發大規模公眾抗議，威脅政權之穩定。相較之下，先進國家歷經民主化過程，通常會逐漸限縮政府調配水資源之公權力，並訂定水權制度以保障產業、民生和生態系統等各種用水權。農業用水調用係按照公開透明、公平合理之原則進行，決策過程的民主化確保利益關係人之參與，較不易受到特殊利益團體所劫持。在水權受保障之國家，除非提供合理賠償，或投資灌溉系統改善以增加可調度之農業餘水量，否則難以推動中、長程農業用水調度。
國際間政府提升農業用水調度之方法，包括進行農田水利設施之現代化更新、推動田間灌溉節水技術、轉作節水作物，以及永久農地土地利用變更或暫時性休耕。以日本利根川流域為例，縣市政府、都市自來水事業（東京都水道局）和中央政府農業與水利部門，於1968至2003年間，共同投資約14.3億美元（2010年幣值）於改善灌溉渠道，因此可在每年供灌期間（4月11日～9月30日），調度1.73億噸水給東京大都會區。在中國漳河流域，政府則透過水稻節水灌溉之推廣，在減少灌溉用水的同時提升稻米產量

## 水資源市場交易
美國、智利等先進民主化國家除水權制度發展完善，更建立了水資源交易之市場機制，開放民營企業、都市、生態保育團體之間的水資源轉移。在完善的水權制度下，若水資源市場有足夠數量且具備同等協商之買方和賣方，而價格資訊又完全、公開，則市場競爭可確保交易價格和水資源分配之合理性。
以美國西部為例，水權係在拓墾時代由最先進行農地開墾之農民所取得，之後才進行修法，使水權交易能脫離土地買賣進行，德州於1967年通過《水資源使用權裁定法案》（Water Rights Adjudication Act）即為一例。水資源市場交易價格，會隨地點、用水標的、移用期限、水權型態（永久或暫時）等因素而異。以卡梅倫郡哈靈根為例，1988年水權永久移轉交易價格約每英畝-英呎600美元，而水權暫時移轉之價格約每英畝-英呎15美元。雖市場制度保障水權人能由水轉讓或得合理代價，卻不能保障農業生產能力之維持。經過長年推動水權交易後，據1985-2004年統計，德州格蘭河地區的灌溉農地面積已減少超過4萬公頃。
在智利埃爾基河流域，從西班牙殖民時代起，農民即透過投資私人農田水利設施之建設，取得歷史水權。1981年智利政府通過國家水資源法（National Water Code），不僅明訂水為國人大眾所使用的國家資源，也保障個人（或私人或農民）永久水權及交易水權。永久水權即為前述的早期由私人投資、興建，並擁有的水資源分配使用權，交易水權即是買賣雙方透過市場交易所得的水資源使用權，兩者皆與土地使用或土地所有權完全脫鈎，可以在市場上自由交易買賣。在此水權制度之下，民營都市自來水與汙水處理公司ESSCO，提供25萬美元給私人葡萄莊園裝設低灌設備，以取得687萬噸之農業餘水資源。相較農業用水調度，新水庫建設投資則需要花費2,350萬美元。
農業用水調度多半會影響交易雙方外的第三者，或造成外部社會環境之影響。美國西部早期忽略環境生態之用水需求，過度水資源開發使格蘭德河和科羅拉多河這兩條河在入海前就接近乾涸，而地下水超抽亦造成地層下陷等問題。為保障社會大眾之權益，政府需要替水資源市場交易建立管理規範。英國即限定水權交易之條件，並設定水資源使用之有效期限，於期滿時存在更高效益之水資源使用需求，則會進行水資源使用權轉移 

## 水資源準市場交易
兩個地點之水資源交易需要有輸水管線或渠道，因在特定地點可進行交易之對象可能非常有限，使市場缺乏競爭。針對此問題，政府可加強投資輸水網絡建設，以促進水資源市場競爭。除此之外，也有政府直接訂定水資源交易價格之案例。加州政府在成立乾旱水資源銀行的同時，即提出水資源短期使用權之買賣價格，而買賣價差的設定剛好讓水資源銀行賺取所需行政成本。
市場機制通常保障農民歷史用水權益，因只有當賣水收入高出農業生產利潤，或灌溉節水成本時，農民才會選擇進行休耕或投資田間節水灌溉。而當農民水權受到保障的同施，環保機構或政府環境部門可向水銀行購得水權，以達成環境保育或其它政策目標。
綜整以上討論，政府可透過完善水權制度的建以及水利投資，使農業調度能更公平合理，以獲得農民的支持。水權保障讓農民在釋出短期或永久水權實，可獲得合理賠償。農田水利設施之更新投資或，則增加可調度之農業餘水資源，有助於農業生產之維持。

## 註腳
1. ↑  －. . 臺北市: . 2010-10-27  [2012-12-27].
2. ↑  Levine, G., R. Barker and C. C. Huang (2007). "Water transfer from agriculture to urban uses: lessons learned, with policy considerations." Paddy and Water Environment 5(4): 213-222.
(Levine, Barker et al. 2007, 黃振昌 2007)
3. ↑  黃振昌 2007)。
4. ↑  Hearne and Donoso 2005, Hearne 2007
5. ↑  (陳明健 2003, Molle and Berkoff 2006, Levine, Barker et al. 2007)。
6. ↑  Molle and Berkoff 2006